# Microtuban
Microtuban altivolans
Genre
Espèce
Microtuban est un genre éteint de ptérosaures Azhdarchoidea découvert dans la formation de Sannine du nord du Liban, d'âge Cénomanien (Crétacé supérieur).
Une seule espèce est rattachée au genre : Microtuban altivolans.

## Étymologie
Microtuban a été nommé par Ross A. Elgin et Eberhard Frey en 2011. Ce nom vient du grec ancien « μικρός / mikros » qui signifie « petit » associé au mot arabe « التنين / tuban » (« dragon ») pour donner « petit dragon ». Le nom d'espèce altivolans dérive des termes latins « altus », « haut » et « volare », « voler ». Microtuban altivolans se traduit donc par le « petit dragon qui vole haut ».

## Description
Les os fossiles trouvés sont en connexion (première vertèbre dorsale et dernière cervicale, épaule, aile gauche et des fragments des membres postérieurs). Ce sont ceux d'un individu immature. La plupart des os sont cassés, ce que les auteurs expliquent par une collision ou l'attaque d'un prédateur juste avant ou après la mort ; après quoi la carcasse a rapidement coulé au fond de la mer et s'est fossilisée.
La taille adulte de cette espèce est donc difficile à évaluer. Le haut du bras a une longueur de 9 centimètres, l'avant-bras  7 centimètres. Le quatrième métacarpien mesure 12,2 centimètres et les quatre phalanges du doigt qui porte l'aile respectivement 13,5, 11,5, 6,4 et 0,4 centimètres.
Deux autapomorphies (caractères dérivés propres à ce taxon) sont soulignées par les inventeurs de l'espèce :
- la seconde phalange du doigt porteur de l'aile est particulièrement longue, elle équivaut à 85 % de la première phalange ;
- au contraire la quatrième et dernière phalange de ce même doigt est exceptionnellement courte (1,1 % de la longueur totale de l'aile)[1].

## Classification
Elgin et Frey ont placé Microtuban parmi les Azhdarchoidea. En l'absence de fossile du crâne, ils n'ont cependant pas pu préciser s'ils le rattachaient à la famille des Chaoyangopteridae ou à celle des Thalassodromidae.
En 2014, Andres, Clark & Xu ont publié une analyse phylogénique des Azhdarchoidea où Microtuban est placé en position basale parmi les Neoazhdarchia, dont on voit la situation sur leur cladogramme  :
| Dsungaripteromorpha | \| \| Thalassodromidae \| \| \| \| \| \| Dsungaripteridae \| \| \| \| |
|                     | \| \| Thalassodromidae \| \| \| \| \| \| Dsungaripteridae \| \| \| \| |
|                     | Thalassodromidae                                                      |
|                     |                                                                       |
|                     | Dsungaripteridae                                                      |
|                     |                                                                       |

|  | Thalassodromidae |
|  |                  |
|  | Dsungaripteridae |
|  |                  |

| Neopterodactyloidea | \| \| Chaoyangopteridae \| \| \| \| \| \| Azhdarchidae \| \| \| \| |
|                     | \| \| Chaoyangopteridae \| \| \| \| \| \| Azhdarchidae \| \| \| \| |
|                     | Chaoyangopteridae                                                  |
|                     |                                                                    |
|                     | Azhdarchidae                                                       |
|                     |                                                                    |

|  | Chaoyangopteridae |
|  |                   |
|  | Azhdarchidae      |
|  |                   |

| Dsungaripteromorpha | \| \| Thalassodromidae \| \| \| \| \| \| Dsungaripteridae \| \| \| \| |
|                     | \| \| Thalassodromidae \| \| \| \| \| \| Dsungaripteridae \| \| \| \| |
|                     | Thalassodromidae                                                      |
|                     |                                                                       |
|                     | Dsungaripteridae                                                      |
|                     |                                                                       |

|  | Thalassodromidae |
|  |                  |
|  | Dsungaripteridae |
|  |                  |

| Neopterodactyloidea | \| \| Chaoyangopteridae \| \| \| \| \| \| Azhdarchidae \| \| \| \| |
|                     | \| \| Chaoyangopteridae \| \| \| \| \| \| Azhdarchidae \| \| \| \| |
|                     | Chaoyangopteridae                                                  |
|                     |                                                                    |
|                     | Azhdarchidae                                                       |
|                     |                                                                    |

|  | Chaoyangopteridae |
|  |                   |
|  | Azhdarchidae      |
|  |                   |

| Dsungaripteromorpha | \| \| Thalassodromidae \| \| \| \| \| \| Dsungaripteridae \| \| \| \| |
|                     | \| \| Thalassodromidae \| \| \| \| \| \| Dsungaripteridae \| \| \| \| |
|                     | Thalassodromidae                                                      |
|                     |                                                                       |
|                     | Dsungaripteridae                                                      |
|                     |                                                                       |

|  | Thalassodromidae |
|  |                  |
|  | Dsungaripteridae |
|  |                  |

| Neopterodactyloidea | \| \| Chaoyangopteridae \| \| \| \| \| \| Azhdarchidae \| \| \| \| |
|                     | \| \| Chaoyangopteridae \| \| \| \| \| \| Azhdarchidae \| \| \| \| |
|                     | Chaoyangopteridae                                                  |
|                     |                                                                    |
|                     | Azhdarchidae                                                       |
|                     |                                                                    |

|  | Chaoyangopteridae |
|  |                   |
|  | Azhdarchidae      |
|  |                   |

| Dsungaripteromorpha | \| \| Thalassodromidae \| \| \| \| \| \| Dsungaripteridae \| \| \| \| |
|                     | \| \| Thalassodromidae \| \| \| \| \| \| Dsungaripteridae \| \| \| \| |
|                     | Thalassodromidae                                                      |
|                     |                                                                       |
|                     | Dsungaripteridae                                                      |
|                     |                                                                       |

|  | Thalassodromidae |
|  |                  |
|  | Dsungaripteridae |
|  |                  |

| Neopterodactyloidea | \| \| Chaoyangopteridae \| \| \| \| \| \| Azhdarchidae \| \| \| \| |
|                     | \| \| Chaoyangopteridae \| \| \| \| \| \| Azhdarchidae \| \| \| \| |
|                     | Chaoyangopteridae                                                  |
|                     |                                                                    |
|                     | Azhdarchidae                                                       |
|                     |                                                                    |

|  | Chaoyangopteridae |
|  |                   |
|  | Azhdarchidae      |
|  |                   |